# Filip Verlinden
Filip Verlinden (Lier, 26 december 1982) is een Belgisch kick- en thaibokser.

## Levensloop
Verlinden groeide op in Heist-op-den-Berg.
In mei 2008 veroverde hij de WKA-Europese titel bij de supercruisergewichten (-90kg) en in november 2008 de WKA-wereldtitel bij de cruisergewichten (-86kg) tegen de Zwitser Blerim Rashiti. Tevens stond hij een tijdlang 2e op de wereldranglijst. In 2010 werd hij 'IFMA Muay Thai Heavyweight'-wereldkampioen, waarna hij de titel vacant stelde en prof werd in de Muay Thai Premier League. Hij is bekend onder zijn bijnamen The Puncher en The Belgian Bull.
Professioneel was Verlinden bewakingsagent en trainer bij Bulls Gym te Berlaar. In 2014 werd hij, samen met zijn vader Wim Verlinden, bondscoach van de Belgische nationale ploeg 'muay thai'.